# Aprionus longisetus
Aprionus longisetus är en tvåvingeart som beskrevs av Werner Mohrig 1967. Aprionus longisetus ingår i släktet Aprionus och familjen gallmyggor.
Artens utbredningsområde är Tyskland. Inga underarter finns listade i Catalogue of Life.